# Adolph Ferdinand Gehlen
Adolph Ferdinand Gehlen (Bytów, 5 settembre 1775 – Monaco di Baviera, 16 luglio 1815) è stato un chimico tedesco.

## Carriera
Gehlen nacque a Bütow, in Pomerania Orientale (ora Bytów, in Polonia), è noto come editore di Neues allgemeines Journal der Chemie (1803-1806), Journal für Chemie und Physik (1806-10) e il Repetitorium für die Pharmacie (prima serie, continuato successivamente da Johann Andreas Buchner).
Studiò presso l'Università di Königsberg e nel 1806 presso l'Università di Halle, dove lavorò come chimico presso l'istituto clinico di Johann Christian Reil. Dal 1807 al 1815 fu ricercatore accademico presso l'Accademia Bavarese delle Scienze. Morì da avvelenamento da arsenico a Monaco di Baviera il 16 luglio 1815.